# Асунапревир
Асунапревир (Asunaprevir, ранее BMS-650032, торговое наименование в Японии и России Sunvepra) — ингибитор фермента сериновой протеазы NS3 вируса гепатита C, II волны I поколения. 
Не имеет регистрации FDA, однако официально зарегистрирован в РФ: здесь применяется в составе безинтерфероновых схем терапии гепатита С генотипа 1 (генотипа 1b в большей степени и 1a в меньшей степени) в комбинации с даклатасвиром и софосбувиром. Производится компанией Bristol Myers Squibb. В Японии для терапии генотипа 1 зарегистрирован комбопрепарат Ximency в составе беклабувир/даклатасвир/асунапревир.
Асунапревир является ингибитором фермента сериновой протеазы NS3 вируса гепатита С.
Асунапревир тестируется в сочетании с пегилированным интерфероном и рибавирином, а также в безинтерфероновых схемах с другими противовирусными агентами прямого действия, включая даклатасвир.